# Município de Blanchard (condado de Hancock, Ohio)
Localização do Ohio nos E.U.A.
O município de Blanchard (em inglês: Blanchard Township) é um município localizado no condado de Hancock no estado estadounidense de Ohio. No ano 2010 tinha uma população de 1123 habitantes e uma densidade populacional de 11,95 pessoas por km².

## Geografia
O município de Blanchard encontra-se localizado nas coordenadas 41° 02′ 18″ N, 83° 49′ 29″ O. Segundo a Departamento do Censo dos Estados Unidos, o município tem uma superfície total de 93.94 km², da qual 93,87 km² correspondem a terra firme e (0,07 %) 0,07 km² é água.

## Demografia
Segundo o censo de 2010, tinha 1123 pessoas residindo no município de Blanchard. A densidade de população era de 11,95 hab./km².